# Midnight Rose
| Recensione        | Giudizio |
| ----------------- | -------- |
| Blues Rock Review | [ 2 ]    |
| Rockol            | [ 3 ]    |
| Loudersound.com   | [ 4 ]    |
| PopMatters        | [ 5 ]    |

Midnight Rose è l'album in studio del cantautore britannico Paul Rodgers, pubblicato il 22 settembre 2023. L'album è stato registrato presso il "Roper Recording" e al The Warehouse Studio nelle aree di Okanagan e Vancouver della Columbia Britannica, Canada. La canzone "Take Love" era stata precedentemente eseguita dal vivo da Rodgers come parte del progetto musicale Queen + Paul Rodgers, sebbene una versione in studio alla fine non sia mai stata materializzata dal gruppo.

## Tracce
Tutti i brani scritti da Paul Rodgers, eccetto dove indicato. 
1. Coming Home – 3:18
2. Photo Shooter – 3:42
3. Midnight Rose – 4:00 (Cynthia Rodgers, Paul Rodgers)
4. Living It Up – 3:06 (Paul Rodgers, Rick Fedyk, Todd Ronning)
5. Dance In The Sun – 3:49
6. Take Love – 4:20
7. Highway Robber – 5:05
8. Melting – 4:48

## Personale
- Paul Rodgers – Cantante, Chitarra, Armonica a bocca e Tamburello
- Ray Roper  – Chitarra elettrica, Mandolino
- Keith Scott – Chitarra elettrica
- Rob Dewar  – Chitarra classica
- Bob Rock – Chitarra acustica, Produttore discografico
- Chris Gestrin – Organo
- Rick Fedyk – Batteria
- Todd Ronning – Basso
- Cynthia Rodgers – Produttore discografico
- Randy Staub - Missaggio

## Classifiche

### Classifiche settimanali
| Classifica (2023) | Posizione massima |
| ----------------- | ----------------- |
| Scozia            | 7                 |
| Svizzera          | 46                |